# Palau dels Esports (Grenoble)
El Palau dels Esports (en francès: Palais des Sports; i anteriorment Le Stade de Glace) és un complex esportiu de la ciutat de Grenoble que actualment acull partits d'hoquei sobre gel i bàsquet.
El palau fou construït l'any 1967 amb motiu dels Jocs Olímpics d'Hivern de 1968 realitzats a la ciutat de Grenoble. En el transcurs d'aquests Jocs fou la seu de les proves d'hoquei sobre gel i patinatge artístic, a més de la cerimònia de clausura dels Jocs.
Posteriorment ha estat seu de les finals de la Copa d'Europa de bàsquet dels anys 1979 i 1983, així com de les finals de la Recopa d'Europa de bàsquet dels anys 1985 i 1988; de la Copa Davis l'any 1982; i del Campionat d'Europa d'Atletisme en pista coberta els anys 1972 i 1981. Així mateix també ha organitzat competicions de supercross i concerts de música. Actualment té una capacitat per a 12.000 espectadors.
Cada tardor s'hi disputen els Sis dies de Grenoble.